# Uninskij rajon
L'Uninskij rajon (in russo Унинский район?) è un rajon dell'Oblast' di Kirov, nella Russia europea. Istituito nel 1929, il cui capoluogo è Uni.